# Социальное предпринимательство в Сербии
Социальное предпринимательство в Сербии по состоянию на начало 2015 года ещё не обрело такой поддержки, как в большинстве стран Евросоюза, но активно развивается. Как и в Польше, под социальным предпринимательством часто подразумевается деятельность социальных кооперативов. Их становление частично формировалось на примере итальянских организаций. Но законодательно термин социального предпринимательства впервые был закреплён в Сербии Законом «О занятости и профессиональной реабилитации людей с инвалидностью» и относится не к кооперативам, а к предприятиям, предоставляющим услуги инвалидам, и благодаря которым решается вопрос их трудоустройства.

## История социального предпринимательства в Сербии

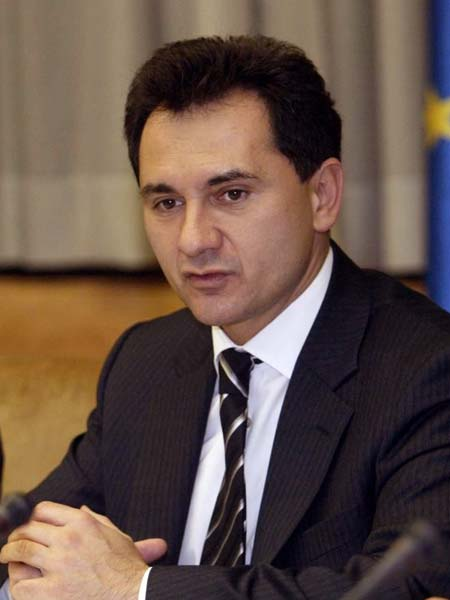
Закон о микрофинансировании общественности впервые представил заместитель премьер-министра Сербии Божидар Джелич

По окончании Второй мировой войны в Югославии появились мастерские для трудовой реабилитации инвалидов войны. В последующие годы развивалась кооперативная деятельность. В период югославских войн ситуация с предпринимательством вообще, а в особенности с социальным, заметно ухудшилась. Но с первой половины 2000-х годов о социальном предпринимательстве начали говорить уже на уровне законодательства. В 2010 году в Белграде была создана Микрофинансовая Рабочая группа. Она занялась разработкой Закона о микрофинансировании, с целью улучшения системы кредитования малоимущих и функционирования микрофинансовых организаций. Разработчиков сербского закона поддержал и основатель Grameen Bank Мухаммад Юнус. К 2013 году микрофинансовыми услугами занимались три небанковские сербские компании: AgroInvest, MicroFinS и Micro-Development.
В 2012 году Сербия стала кандидатом на вступление в ЕС. Многие реформы в эти годы затронули сферу социального предпринимательства. По информации Института статистики Сербии, в 2012 году в стране работало 1196 социальных предприятий.

## Поддержка социального предпринимательства
Единого государственного органа по проблемам социального предпринимательства в стране нет. За его развитие в Сербии отвечают Министерство финансов и экономики, а также Министерство труда, занятости и социальной политики.
Финансово социальное предпринимательство поддерживается несколькими банковскими структурами, такими как Erste Bank и UniCredit Serbia. Последний из этих банков активно помогает общественной организации «Группа 484» (организация изначально взяла попечительство над семьями сербов, пострадавших в результате Операции «Буря» хорватской армии и военных действий в Сербской Краине, но потом занялась поддержкой мигрантов и беженцев в целом).
С беженцами работает и Фонд Ана и Владе Диваца (серб. Фондације Ана и Владе Дивац), известного сербского баскетболиста. Фонд материально поддерживает также молодых предпринимателей. Согласно официальной концепции Фонда, он помогает тем гражданам, кто готов взять на себя ответственность в решении личных и социальных проблем общества.

## Примеры социального предпринимательства в Сербии

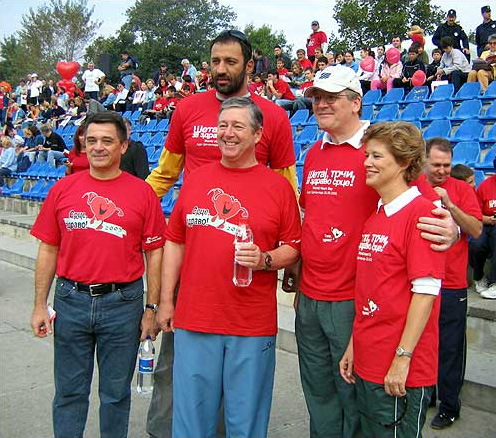
Владе Дивац вместе с министром здравоохранения Сербии и кронпринцем Александром Карагеоргиевичем

Организация экономического сотрудничества и развития называет несколько видов организаций, деятельность которых можно отнести в Сербии к социальному предпринимательству:
- Предприятия для инвалидов;
- Кооперативы;
- Неправительственные организации, в деятельности которых присутствует коммерческая составляющая;
- Общественные фонды (их отношение к социальному предпринимательству в ОЭСР ставят под сомнение);
- Общества с ограниченной ответственностью (практика некоторых организаций, считают эксперты ОЭСР, может поставить их в один ряд с социальными предприятиями, но во многих случаях деятельность таких предприятий была расценена как квазисоциальная[5]).

### Кооперативы
В 2007 году в стране было зарегистрировано 2337 кооперативов, а в 2009 уже 2126 кооперативов и 18 кооперативных союзов (количество членов предприятий снизилось соответственно с примерно 125 тысяч с половиной до 122 тысяч). Закон «О кооперативах» был принят в 1996 году; последние изменения датируются 2006 годом. В 2010 году на общественные слушания был вынесен новый законопроект о деятельности кооперативов, в котором в том числе было сформулировано, что собой представляют так называемые социальные кооперативы. Но дальше общественных слушаний законопроект не продвинулся. Его принятие тормозит острый для Сербии вопрос о возврате общественной собственности.
В 2012 году кооперативы занимали 65,6 % от общего количества всех социальных предприятий Сербии. В то время как предприятия для инвалидов — всего 3,8 %.

### Предприятия инвалидов
Если о социальных кооперативах разговоры только ведутся, то система формирования специальных предприятий для инвалидов закреплена Законом «О занятости и профессиональной реабилитации людей с инвалидностью». Утверждённый законодательный акт предусматривает, что социальное предприятие предоставляет услуги людям с ограниченными возможностями и в его обязательства входит трудоустройство минимум одного инвалида.
В 2013 году Министерство труда, занятости и социальной политики подготовило новый законопроект о социальных предприятиях. Согласно документу, социальное предприятие должно трудоустроить определённое количество инвалидов, беженцев или вынужденных переселенцев, людей старше 50 лет и длительно пребывающих без работы. Половина прибыли социального предприятия тратится на свои нужды, а половина уходит в Фонд развития социальных предприятий. Законопроект нашёл множество противников и дальнейшего развития не получил. В 2014 году правительство создало новую группу, которой поручено разработать закон.

### Общественные организации
В 2009 году в Сербии был принят Закон «Об общественных объединениях». Он упростил схему регистрации неправительственных организаций и даже допустил, что такие организации могут заниматься определенной коммерческой деятельностью для своих нужд.